# راسم أحادي

تم إنشاء نمط اختبار الرأس الهندي المستخدم على نطاق واسع بواسطة منظار أحادي.

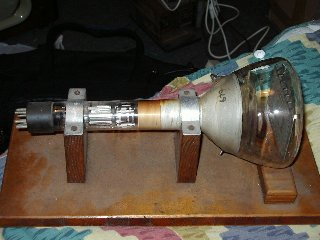
صورة لراسم أحادي

كان الراسم الأحادي ويُعرف أيضًا باسم المنظار الأحادي شكلًا خاصًا من أنبوب كاميرا الفيديو الذي يعرض صورة فيديو ثابتة واحدة. الصورة مدمجة في الأنبوب، ومن هنا جاءت تسميتها. الأنبوب يشبه أنبوب أشعة الكاثود الصغير (CRT). تم استخدام المناظير الأحادية في بداية الخمسينيات من القرن الماضي لإنشاء أنماط اختبار التلفزيون وشعارات المحطة. كان هذا النوع من نظام إنشاء بطاقة الاختبار عفا عليه الزمن تقنيًا بحلول الثمانينيات.

## التصميم
كان المنظار الأحادي مشابهًا في بناء أنبوب الأشعة المهبطية، بمسدس إلكتروني في أحد طرفيه، وفي الطرف الآخر، شاشة هدف معدنية مع صورة تشكلت عليها. كان هذا في الموضع الذي يكون فيه أنبوب الأشعة المهبطية به شاشة عرض مطلية بالفوسفور أثناء مسح شعاع الإلكترون للهدف، انعكست أعداد متفاوتة من الإلكترونات من مناطق مختلفة من الصورة. تم التقاط الإلكترونات المنعكسة بواسطة حلقة قطب كهربي داخلية، مما ينتج عنه إشارة كهربائية متغيرة تم تضخيمها لتصبح إخراج الفيديو للأنبوب.
أعادت هذه الإشارة إنتاج صورة ثابتة دقيقة للهدف، لذلك تم استخدام المنظار الأحادي لإنتاج صور ثابتة مثل أنماط الاختبار وبطاقات شعار المحطة. على سبيل المثال، غالبًا ما يتم إنتاج بطاقة اختبار إنديان هيد الكلاسيكية التي تستخدمها إن بي سي، والتي تظهر على اليمين باستخدام منظار أحادي.

## الاستعمال

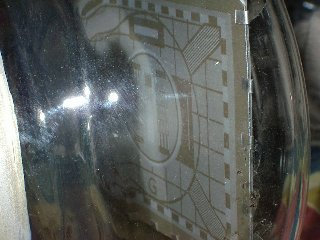
الهدف هو نقطة Test Card G في هذا المثال

كانت المناظير الأحادية متوفرة مع مجموعة متنوعة من الأنماط والرسائل القياسية، ويمكن طلبها باستخدام صورة مخصصة مثل شعار المحطة. تم استخدام «كاميرات» مونوسكوب على نطاق واسع لإنتاج بطاقات الاختبار وشعارات المحطة وإشارات خاصة لأغراض الاختبار والإعلانات القياسية مثل «يُرجى الانتظار» و«سيتم استئناف الخدمة العادية....». لديهم العديد من المزايا على استخدام الكاميرا الحية الموجهة إلى البطاقة، لم تكن الكاميرا باهظة الثمن مقيدة، وكانت دائمًا جاهزة، ولم يتم ضبطها على الإطلاق أو خارج نطاق التركيز. في الواقع، غالبًا ما تم استخدام المناظير الأحادية لمعايرة الكاميرات الحية، من خلال مقارنة صورة المنظار وصورة الكاميرا الحية لنفس نمط الاختبار.

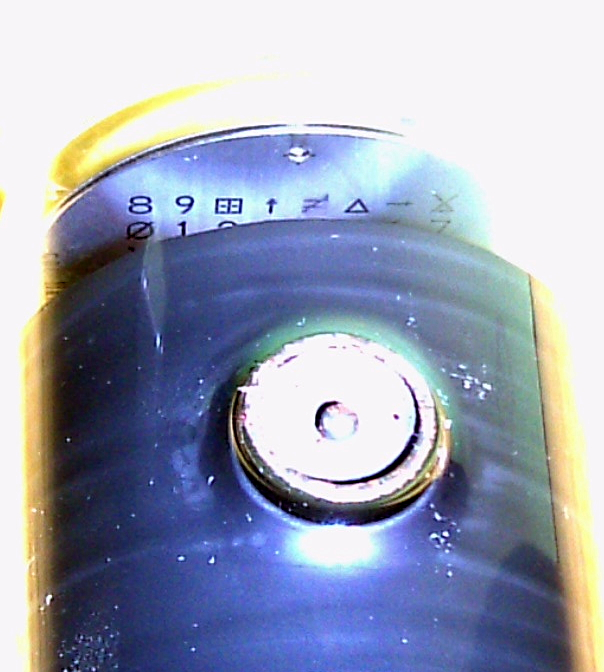
جزء من مولد الأحرف بالأرقام والرموز

قد يؤدي توجيه الكاميرا الإلكترونية إلى نفس التسمية التوضيحية أحادية اللون الثابتة لفترة طويلة من الوقت إلى احتراق الصورة على هدف أنبوب الكاميرا - وحتى على الفوسفور في شاشة تعرضه في الحالات القصوى. تم استخدام المناظير الأحاديّة كمولدات أحرف لعرض الفيديو بنمط النص في شاشات الكمبيوتر لفترة قصيرة في الستينيات. انخفض المنظار الأحادي في شعبيته خلال الستينيات بسبب عدم قدرته على إنشاء بطاقة اختبار اللون، وتطوير مولدات إشارة نموذج اختبار تلفزيون الحالة الصلبة.